# Turboeje

Diagrama esquemático que muestra el funcionamiento de un motor turboeje simplificado. La turbina del compresor es mostrada en color verde y la turbina libre que da potencia al eje en violeta.

Un motor turboeje (en inglés: turboshaft) es un motor de turbina de gas que transmite su potencia a través de un eje. Es similar al motor turbohélice pero, a diferencia de este, no mueve directamente una hélice. Normalmente se utiliza como motor de aviación para propulsar helicópteros.

## Diseño
El diseño general de un motor turboeje es similar al de un turbohélice. La principal diferencia radica en que el segundo produce algún empuje de propulsión residual que complementa el empuje del eje propulsor. 
Para la potencia que desarrolla, comparado con un motor de pistón equivalente, el turboeje es extremadamente compacto y, por tanto, ligero.

## Usos
El motor turboeje puede ser aplicado a los siguientes vehículos:
- Helicópteros, como el UH-1 Iroquois
- Barcos, como el Crucero Clase Ticonderoga
- Carros de combate, como el M1 Abrams
- Locomotoras
- Hovercrafts

## Historia
El primer motor turboeje lo construyó la empresa fabricante de motores francesa Turbomeca, fundada por Joseph Szydlowski. En 1948 construyeron el primer motor de turbina de diseño francés, el modelo 782 de 100 CV. En 1950 su trabajo se utilizó para desarrollar un motor mayor, el Artouste de 280 CV, que en seguida fue instalado en el Aérospatiale Alouette II y otros helicópteros.